# Illa del Diable

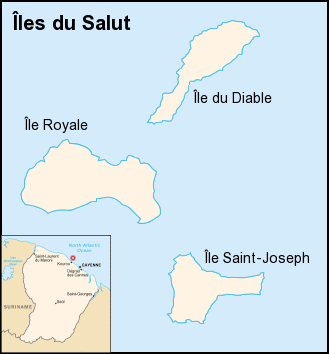
Mapa de lIlla del Diable, a les Illes de la Salvació

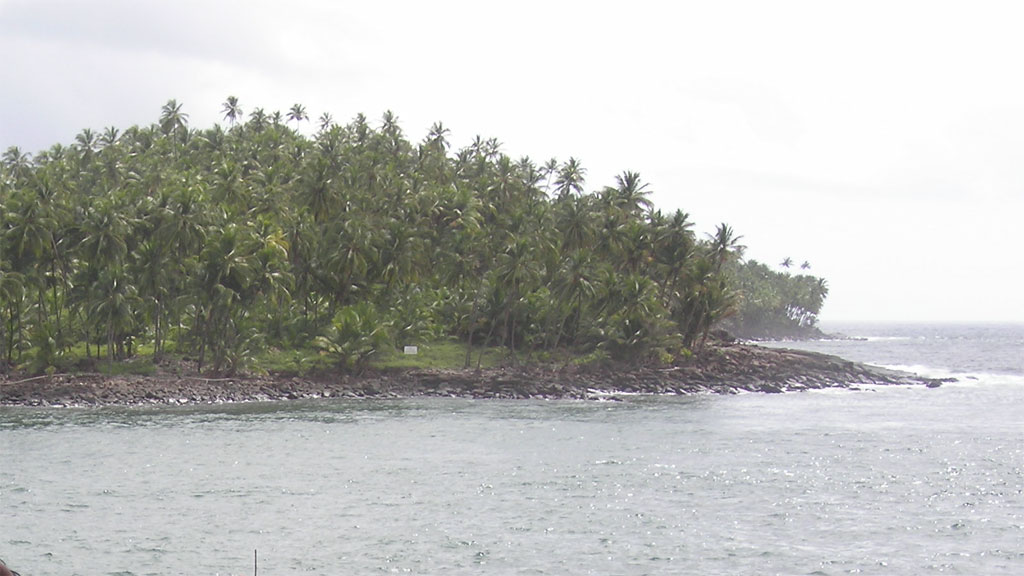
Illa del Diable,L'île du Diable

L'Illa del Diable (en francès, Île du Diable) és l'illa més petita de les tres Illes de la Salvació (en francès, Iles du Salut), localitzada a 11 km de la costa de Guaiana Francesa. Té una àrea de 14 hectàrees (0,14 km²). Les seves coordenades geogràfiques són: 5° 17′ N, 52° 35′ W.
L'illa va ser utilitzada com una colònia penal francesa, molt famosa per la brutalitat amb la que eren tractats els presoners. L'illa és rocosa i està coberta de selva tropical. Té una altitud mitjana de 40 metres sobre el nivell del mar. El penal fou obert en 1851 per Napoleó III, destinat a tota mena de presoners, des d'assassins a criminals polítics. Malgrat que els edificis administratius es trobaven a Kourou, a terra ferma, amb el temps tot el complex va ser anomenat «L'Illa del Diable».
Des de 1852 fins a 1938 hi van arribar més de 80.000 presoners, i a causa de les terribles condicions sanitàries de l'illa, la majoria mai en van sortir. L'única forma d'escapar era per barca, i després s'havia de superar una selva impenetrable, i per això no se sap quants convictes en van aconseguir escapar.
Alguns supervivents han deixat relats dels horrors del penal, entre els quals es troben l'anarquista Clément Duval, l'autor de Papillon Henri Charrière i el famós capità Alfred Dreyfus, que hi va ser més de quatre anys fins que va ser perdonat en 1899 i finalment declarat innocent en 1906. El penal va ser clausurat el 1946 i la majoria dels presoners va retornar a França, si bé alguns van decidir quedar-se a la Guaiana francesa.